# Ali MacGraw
Elizabeth Alice MacGraw, más conocida como Ali MacGraw (Pound Ridge, condado de Westchester, Nueva York, 1 de abril de 1939), es una actriz y modelo estadounidense.

## Primeros años de vida
De padre con ascendencia escocesa e irlandesa y madre judía-húngara, tiene un hermano. Comenzó a trabajar en 1960 como asistente de fotografía en la revista de moda Harper's Bazaar, fue asistente de la experta en moda Diana Vreeland en la revista Vogue, y como modelo y estilista. También trabajó como decoradora de interiores.

### Matrimonios e hijo
El 24 de octubre de 1969, se casó con el productor de cine Robert Evans; de este matrimonio nació su hijo, Josh Evans (16 de enero de 1971 en la ciudad de Nueva York), quien también es actor. La pareja se divorció en 1972, después de que ella iniciara una relación con Steve McQueen durante el rodaje de La huida (1972). Se casaron el 31 de agosto de 1973, pero se divorciaron en 1978.

## Vida artística
Su popularidad comenzó con la película Complicidad sexual (1969), pero alcanzó el estrellato con la película de 1970 Love Story, junto a Ryan O'Neal, por la que fue candidata al Óscar a la mejor actriz. MacGraw fue portada de la revista Time.
MacGraw trabajó en otras películas como Convoy (1978), Pasiones en juego (1979), Dime lo que quieres (1980), y en las miniseries de televisión China Rose y Vientos de guerra. Escribió su autobiografía, Moving Pictures, en la que describe sus problemas con el alcohol y la dependencia con los hombres. En 1991, la revista People eligió a Ali como una de las 50 mujeres más bellas del mundo.

## Premios y distinciones
Premios Óscar
| Año  | Categoría    | Película   | Resultado |
| ---- | ------------ | ---------- | --------- |
| 1970 | Mejor actriz | Love Story | Nominada  |

## Curiosidades
Ali es mencionada en el capítulo 11 de la temporada 11 de Los Simpsons, Faith off, episodio conocido en España con el título de Cara fuera.
También es mencionada en el tema de los Rolling Stones Star Star.